# Al Balyanā
Al Balyanā är en ort i Egypten.   Den ligger i guvernementet Sohag, i den centrala delen av landet, 400 km söder om huvudstaden Kairo. Al Balyanā ligger 75 meter över havet och antalet invånare är 48 801.
Terrängen runt Al Balyanā är mycket platt. Runt Al Balyanā är det mycket tätbefolkat, med 1 956 invånare per kvadratkilometer. Närmaste större samhälle är Jirjā, 15,9 km nordväst om Al Balyanā. Trakten runt Al Balyanā består till största delen av jordbruksmark.